# مسجد كامبونج كيلاناس
مسجد كامبونج كيلاناس يقع المسجد في منطقة كامبونج كيلاناس، والتي تبعد حوالي ثلاثة عشر كيلومتر من مدينة بندر سري بكاوان عاصمة بروناي.

## البناء
تم بناء مسجد كامبونج كيلاناس على موقع أرض مساحتها 0.5 فدان، وبلغت تكلفة بناء المسجد مبلغ 31,472 دولار.

## الافتتاح
تم افتتاح مسجد كامبونج كيلاناس واستخدامه لأول مرة في التاسع والعشرين من شهر نوفمبر تشرين الثاني من عام 1968، وافتتح المسجد رسميا من قبل صاحب السمو الملكي وول مشورا خريج مودا حاجي محمد كممثل من قبل سلطان بروناي دار السلام.

## التوسعة
نظرا لتزايد عدد السكان والجماعة القاطنة حول المسجد، فقد تم إجراء عملية تجديدات في المسجد في عام 1989، واكتملت هذه التجهيزات في عام 1990، وبلغت تكلفة التجديدات مبلغ قدره 180,000.00 دولار، وعليه زادت قدرة المسجد الاستيعابية لتصل قدرته لحوالي 1,700 مصلي في وقت واحد.